# Monatsblatt für Bauwesen und Landesverschönerung in Bayern
Das Monatsblatt für Bauwesen und Landesverschönerung wurde ab Januar 1821 im Verlag der E. A. Fleischmannschen Buchhandlung herausgegeben.

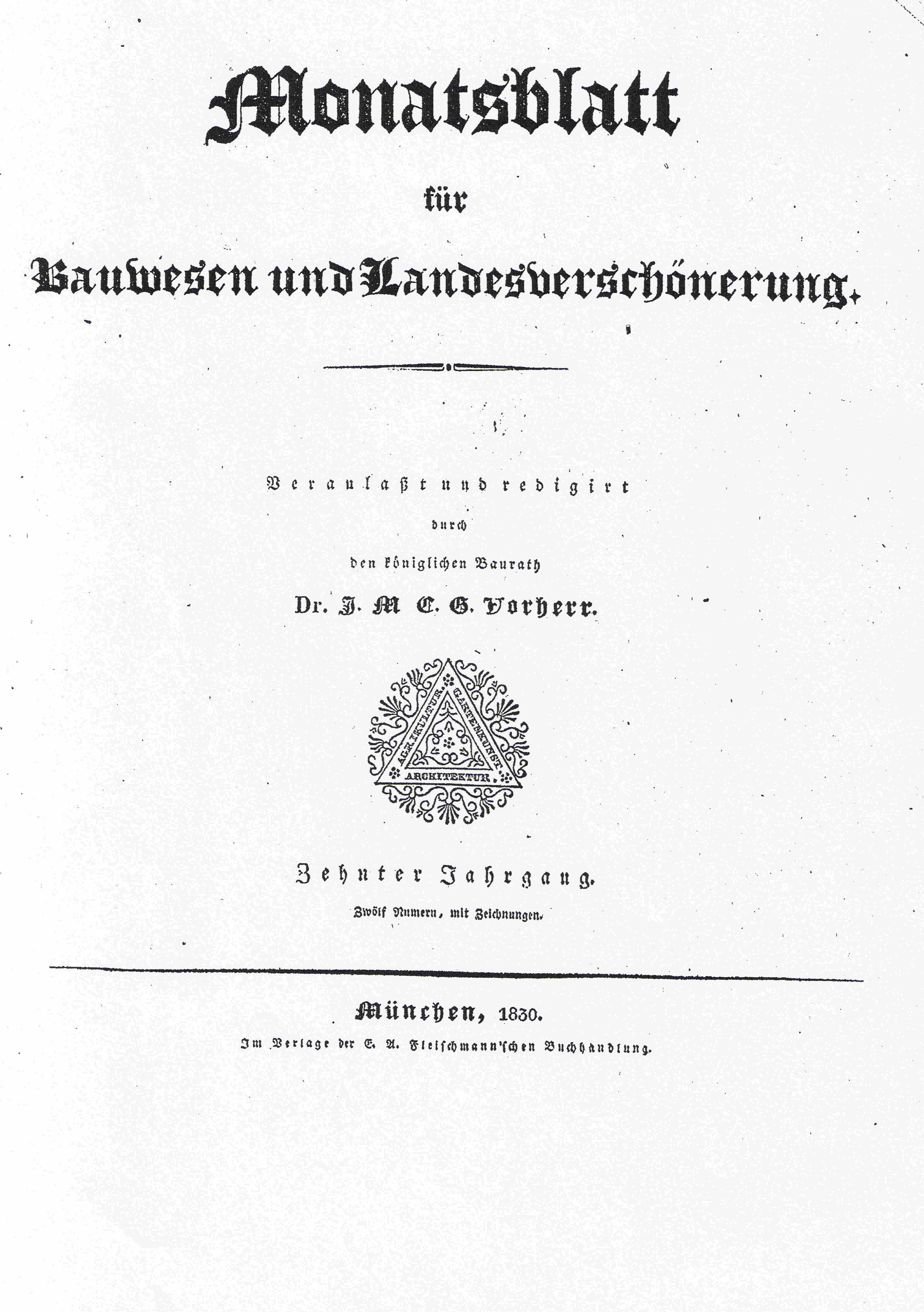
Deckblatt Monatsblatt für Bauwesen und Landesverschönerung, München 1830

Der Hauptzweck war die „freundliche Gestaltung und Verbesserung der Städte, Märkte und Dörfer, mit ihren Markungen und Fluren, dann Vervollkommnung der einzelnen Bau- und Cultur-Anlagen, besonders durch Ordnung und Reinlichkeit, zu Erhöhung des häuslichen und öffentlichen Lebens anzuregen und zu fördern“. Die Monatsblätter prägten zu Beginn des 19. Jahrhunderts die ländliche Entwicklung einschließlich der landwirtschaftlichen Flächen und Betriebe, die Dorf- und Städteplanung sowie das Straßenwesen in Bayern. Aufgrund deren Anregung wurden die bayerischen Landesverschönerungsvereine gegründet. Durch Veröffentlichung, zahlreiche Verbreitung und bautechnische Umsetzung der sogenannten Musterblätter, z. B. für Dorfschulen, Pfarrhäuser oder Stallungen, bestehen in Bayern weit verstreut bis heute noch viele dieser Nutzbauten.
Ziel war auch in den verschiedenen Landesteilen einheitliche Standards zu verwirklichen und verbesserte Lebensbedingungen für Mensch und Tier zu schaffen.

## Geschichte

### Gründung
Gründungstag: 13. Dezember 1820
Herausgeber: Gesellschaft für nützliche Verschönerung des bairischen Landes, welche sich zusammensetzte aus dem Generalcomité des Landwirtschaftlichen Vereins und dem Verwaltungsausschuss der polytechnischen Vereine.
Gründungsmitglieder: Bergrath Joseph von Baader, Hauptmann Johann Samuel von Gruner, Joseph von Hazzi, Friedrich von Schlichtegroll, Bürgermeister Joseph von Utzschneider und als Vorsitzender: Gustav  Vorherr.

### Erscheinungsweise
Erster Erscheinungstermin: Januar 1821
Auflage: 3500 Exemplare als unentgeltliche Beilage in den Monatsblättern des landwirtschaftlichen und des polytechnischen Vereins, weitere 500 Stück wurden an Bauhandwerker-, Gewerbs- und Feiertagsschulen kostenlos verteilt.

## Inhalte
- Dorfverschönerung[2]

„Freundliche, auf das beste eingerichtete Häuser und Höfe – glückliche Einwohner; schönere Städte, Dörfer und Fluren – bessere Bürger; verschönerte Länder – verbesserte Völker; verschönerte Erde – verbesserte Menschheit!-“

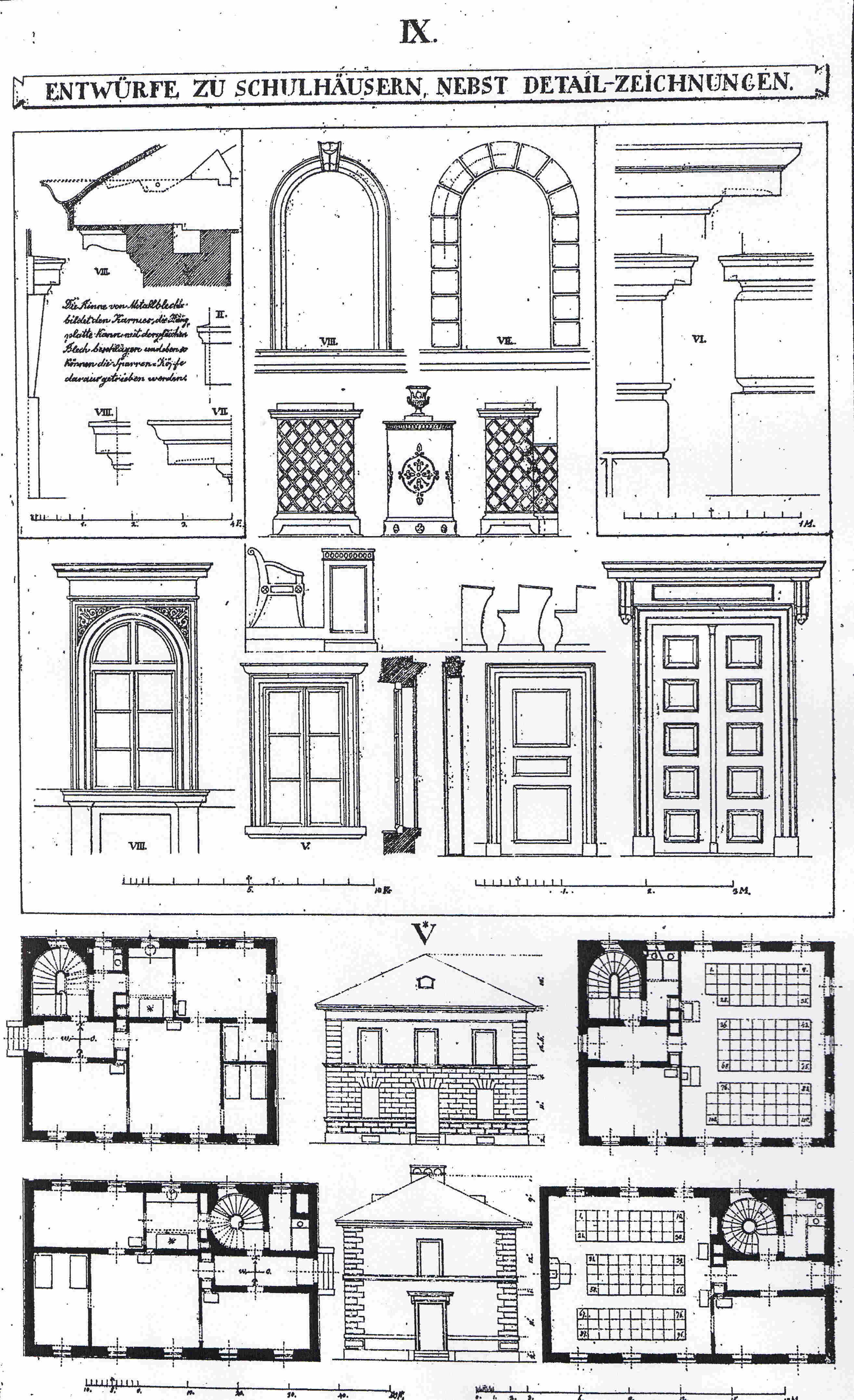
Musterblatt mit Detailentwürfen zu Schulhäusern (Monatsblatt, März 1821)

- Versorgung mit funktionellen Volks-Schulhäusern,[2] Veröffentlichung mit entsprechenden Musterplänen

„Schulen sind Lichtpunkte eines Landes; Schulgebäude ehrwürdige Bildungsorte der aufblühenden Generation. Deshalb sollen sich ihre Schulen hohen Zwecken gemäß unter den übrigen Wohnungen einer Gemeinde in Hinsicht auf Lage, Umgebung, Bau, Einrichtung sich auszeichnen.“

- Beispielgebende Umgestaltung des Dorfes Freudenbach.[3]

„Nach wohlüberlegtem Planen besonders aller Feld- und Dorfwege, in gehöriger Breite, so viel wie möglich nach geraden Linien, gut gebahnt, mit den erforderlichen Abzugsgräben versehen; in allen Dörfern Gemeinde-Baumschulen errichtet; da, wo es thunlich, Baumreihen gesetzt; die Düngerstätten versteckt hinter den Ställen, die Gemeindeplätze fein säuberlich geordnet; die Garteneinfassungen geschmackvoll; die Wohnhäuser, die Stiftungs- und Communal-Gebäude von Außen und Innen reinlich hergestellt; die Begräbnisplätze freundlicher situiert und gestaltet; die Ufer der Commungewässer, die Brunnen, die Brücken, Stege und Durchlässe vorzüglich gut unterhalten; für Neubauten wohl überlegte Baulinien, mit fester Berücksichtigung der Himmelsgegenden Sonnenbaulehre nach Bernhard Christoph Faust festgesetzt, und daß überhaupt allenthalben in den Dörfern, so wie in den dazu gehörigen Markungen, Ordnung und Reinlichkeit verbreitet werden.“

- Versorgung mit Landpfarrhäusern,[3] Veröffentlichung mit entsprechenden Musterplänen

„Kirchen-, Schul- und Pfarrhäuser sind die ersten Gebäude eines Dorfes, und müssen sich besonders durch Ordnung und Reinlichkeit auszeichnen, wenn der Sinn der Gemeinde auf das Bessere im Baufache geleitet, wenn das Schönheitsgefühl für das Einzelne und das Ganze gehörig geweckt werden sollen.“

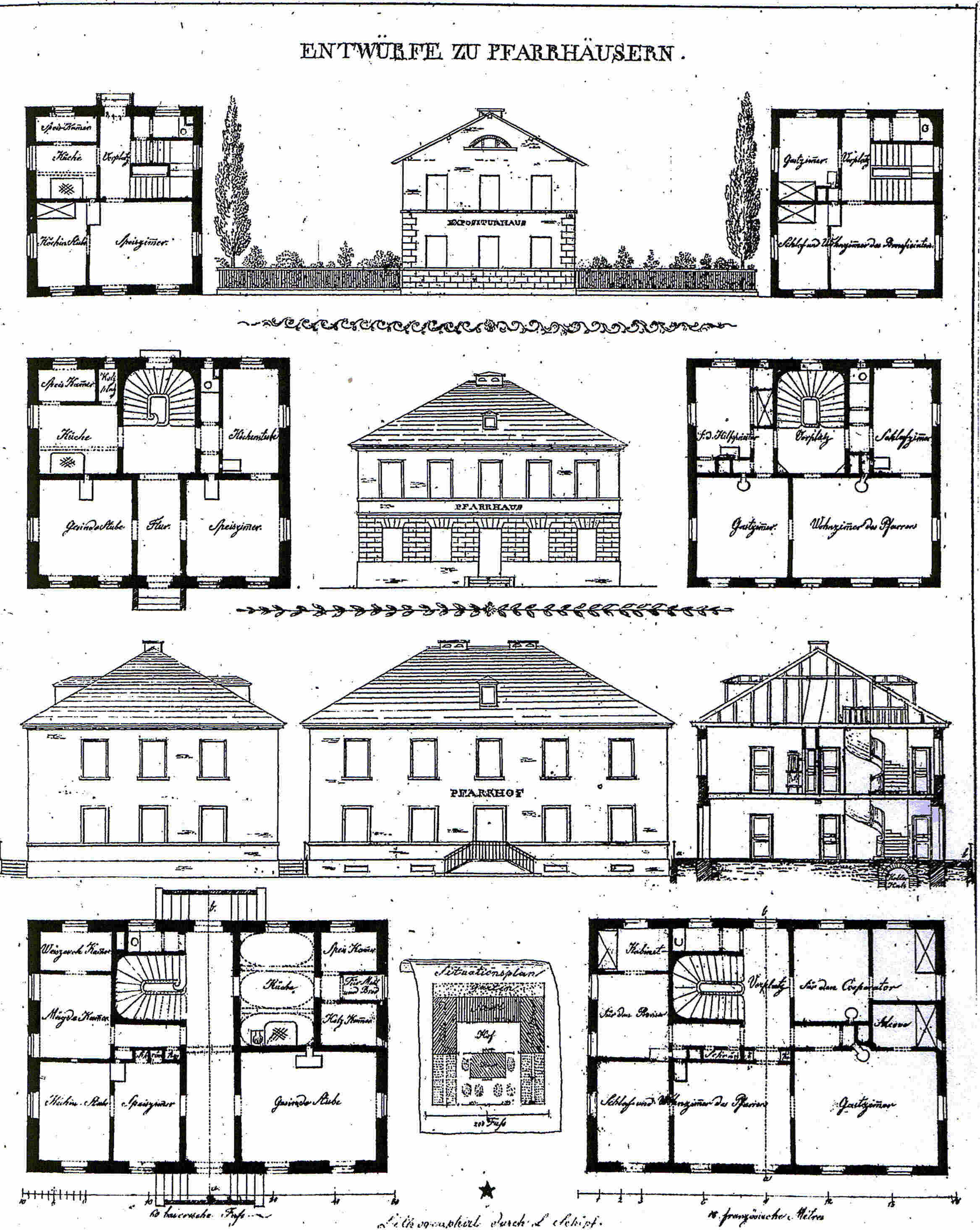
Musterblatt mit Entwürfen zu Pfarrhäusern (Monatsblatt, November 1821)

- Optimierte Nutzviehhaltung durch verbesserte Ställe nach Brabanter und Schweizer Art.[4]  Forderung nach Sauberkeit im Kuhstall um Seuchen fernzuhalten, täglichem Ausmisten um die Geruchsbelästigung zu minimieren und für geräumigere und höhere Ställe.

„Futtergänge und Viehstände sind gepflastert, die Kuhgräben etwas abschüssig um das Ablaufen der Gülle zu erleichtern, der Güllekasten verfügt über eine versetzbare Pumpe, die die Flüssigkeit wieder abgeben kann. Die Decke des Stalles ist weiß gekalkt und über eine Röhrenleitung wird das notwendige Wasser in die Kuhgräben gebracht.“

- Empfehlung zur Benutzung von Gusseisen als Werkstoff.[5]  Vorteil wegen verringerter Feuergefahr, bei Verwendung als Baumaterial auch unter dem Gesichtspunkt der Holzersparnis.

- Errichtung von Alleen entlang der Landstraßen.[5]

- Verbesserung des Straßenbaus.[6] Erste Arbeit ist die Trockenlegung des natürlichen Bodens mittels Straßen- bzw. Wassergräben zu beiden Seiten.  Zweite Arbeit ist eine den Regen undurchdringliche Steindecke aus möglichst gleichen, nicht zu großen Steinen über den getrockneten Grund zu legen.

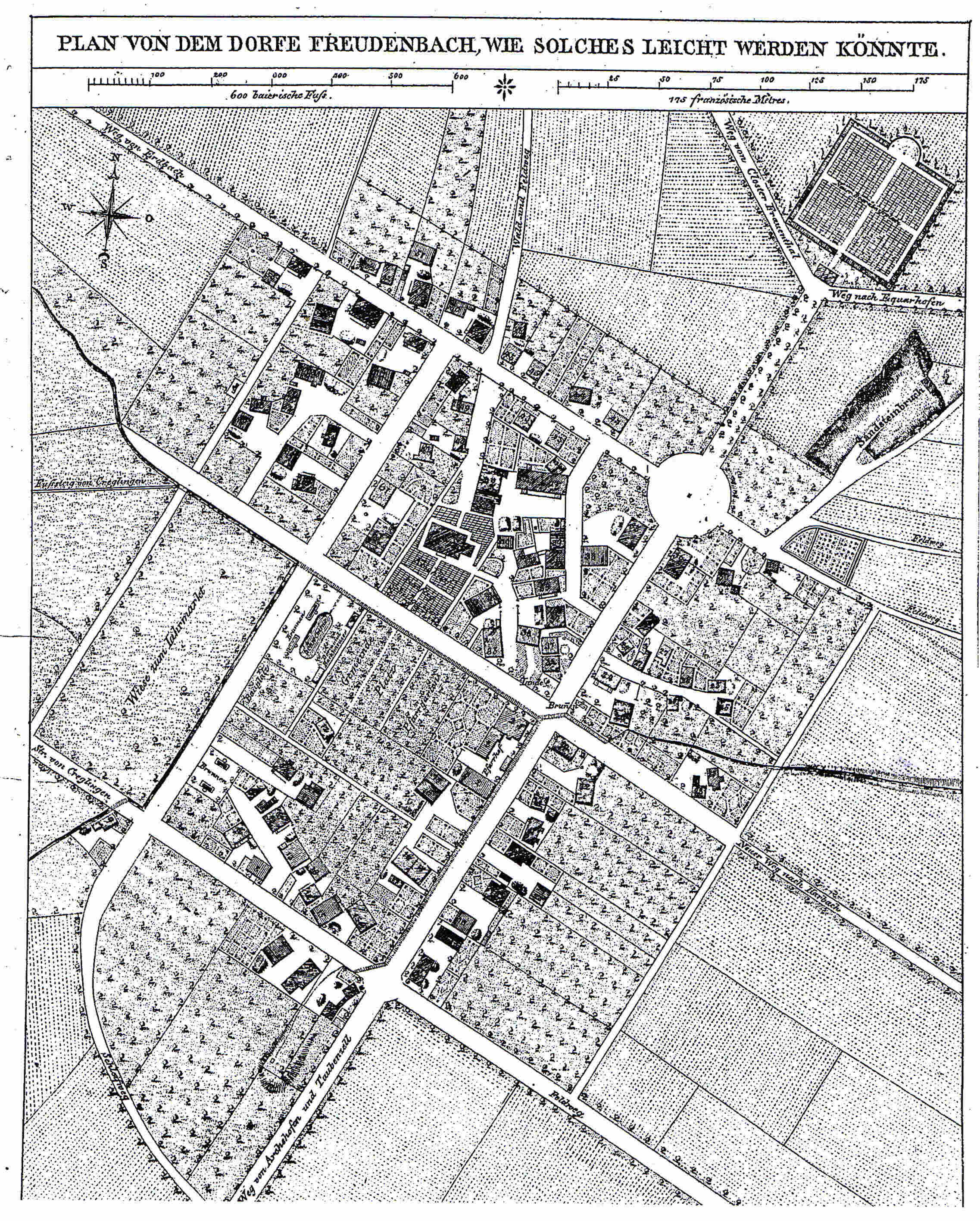
Neuplanung des Ortes Freudenbach nach der Sonnenbaulehre (Monatsblatt)

- Prämie für Dorferneuerung/Dorfverschönerung.[7] Neu ausgesetzte Prämie für die Errichtung von musterhaften, nach den vier Himmelsgegenden orientierten Gebäuden in Bayern. 5 – 20 Dukaten für ein städtisch-bürgerliches Wohnhaus, 20 Dukaten für einen musterhaften Bauernhof – Aufruf der Deputation an geeignete Bewerber.

- Prämie für die Errichtung von Gebäuden nach der Sonnenbaulehre.[8] Neu ausgesetzte Prämie für die Errichtung von musterhaften, nach den vier Himmelsgegenden orientierten Gebäuden in Bayern. 5 – 20 Dukaten für ein städtisch-bürgerliches Wohnhaus, 20 Dukaten für einen musterhaften Bauernhof – Aufruf der Deputation an geeignete Bewerber

- Appell zur Errichtung von Erd- und Rasendächern.[8] Aufruf begrünte Dächer herzustellen, „wie sie in Schweden und Norwegen bereits existieren“. Vorteil verbesserter Brandschutz, optimale Wärmedämmung.

- Empfehlung für den richtigen Zeitpunkt beim Holzschlag.[9] Empfehlung, Bauholz nur bei Abnehmen des Mondes zu fällen, weil der Baumsaft  bei Vollmond in die Wipfel steigt und danach wieder sinkt. Bei Vollmond ist die Splitterwirkung und die Gefahr der Holzwurmeinlagerung deutlich größer.

- Schutz von Gebäuden vor Feuchtigkeit.[9]

„Sind die Grundmauern 1 – 2 Schuh aus dem Boden heraus, so belegt man sie, ihrer ganzen Länge und Breite nach mit Bleiplatten und baut darauf weiter fort. In Holland ist dieses Verfahren üblich, indem man statt Blei Glastafeln oder eine Schicht glasierte Ziegelplatten verwendet.“

- Aufforderung, Rasenplätze vor den Häusern anzulegen.[10]

„Rasenplätze entfernen die Häuser von den Straßen und von dem, was auf der Straße geht, fährt, reitet und geschieht, sie geben den Menschen Licht und Luft, sie kühlen und brechen in ihrer grünen Pflanzenwelt die Wärme und erquicken die Luft, sie geben dem Haus Frieden und Sicherheit, hüten es vor dem Auge des Spähenden, vor Lärm und Staub und umfassen die Häuser mit grünender lebendiger Natur.“

- Denkmalschutz, "Aufforderung zum Erhalt alterthümlicher Bau- und Kunstgegenstände" in Bayern.[11] Es werden z. B. "die Überreste des Mittelalters in Burgen und Kirchen, Bildsäulen, Denksteinen, Grabmälern, Inschriften…" genannt.

- Reinlichkeit, ein Hauptbeförderungsmittel der Landesverschönerung.[12]

„Man kann wohl sagen, daß eine größere oder geringere Reinlichkeitsliebe den Zustand der Civilisation in einem Lande bezeichnet.
Die Reinlichkeit ist das Resultat einer beständigen Aufmerksamkeit, alle zum täglichen Gebrauch bestimmten Gegenstände in Ordnung und an ihrem Platze zu halten, sie vor Schmutz, Zerbrechung und Verletzung zu bewahren.“

- Instruktion für die Errichtung von Stunden-Säulen, Geländern, Wegweisern und Ortstafeln in Bayern.[13]